# Filàmon
Filàmon (en grec antic: Φιλάμμων, llatí: Philammon) va ser un poeta i músic grec del període pre-homèric. La llegenda el fa fill d'Apol·lo i de la nimfa Quíone, o bé Filonis o Leucone. De vegades la seva mare és Crisòtemis. Com a fill d'Apol·lo era també endeví.
S'explica que el mateix dia, Quíone (o Filonis), s'havia unit a Hermes i a Apol·lo. Va tenir dos fills bessons, Autòlic, del déu Hermes, i Filàmon d'Apol·lo. Filàmon era molt bell i va ser estimat per una nimfa, Argíope, però en quedar embarassada, Filàmon no la va voler amb ell. Argíope va fugir a la Calcídia i va tenir un fill, Tàmiris.
A Filàmon hom li atribueix la invenció dels cors femenins i la institució dels misteris de Demèter a Lerna, les Lernees. La seva figura és associada al culte a Apol·lo a Delfos, i hauria escrit diversos himnes dèlfics. Pausànias diu que en el primer concurs musical a Delfos, va quedar el segon, darrere de Crisòtemis de Creta (el tercer va ser el seu fill Tàmiris).
Quan els flegieus van atacar Delfos, Filàmon va anar a ajudar-los al capdavant d'un exèrcit argiu. Va morir durant la batalla.